# Africa Food Prize
Le Prix de l’alimentation en Afrique (Africa Food Prize), à l'origine le Prix Yara, est un prix annuel récompensant les contributions à l'agriculture africaine. 

## Prix Yara
En 2005, Yara International, une entreprise chimique et productrice d'engrais norvégienne, crée le prix Yara pour une révolution verte en Afrique. Selon l'entreprise, « le prix Yara vise à célébrer des réalisations importantes liées à la sécurité alimentaire et nutritionnelle et à l'agriculture durable avec un pouvoir de transformation.
Le premier récipiendaire est Meles Zenawi, premier ministre éthiopien,. Le choix du récipiendaire est critiqué en Norvège par des organisations de défense des droits humains et des Éthiopiens exilés, en raison de son histoire politique,,,. Environ 1 000 personnes manifestent contre le prix qui lui est décerné. Human Rights Watch déclare que « En effet, le Premier ministre Meles a consacré plus de ressources au développement agricole que la plupart des dirigeants africains. Mais comme Human Rights Watch l'a découvert, le gouvernement du Premier ministre exploite son contrôle sur les engrais et d'autres intrants agricoles vitaux pour maintenir l'immense population rurale du pays sous un contrôle politique strict ».

## Prix de l'alimentation en Afrique
En 2016, le prix Yara devient l'Africa Food Prize (Prix de l'alimentation en Afrique), doté d'une récompense annuelle de 100 000 $,. Depuis 2021, l'Africa Food Price Committee est présidé par Olusegun Obasanjo, ancien président du Nigeria.
Le premier lauréat du prix de l'alimentation en Afrique est Kayano F. Nwanze, président du Fonds international de développement agricole. Obasanjo a déclaré que "les réalisations du Dr Nwanze au nom des agriculteurs africains sont un rappel de ce qui est possible lorsque vous combinez passion, bonnes idées, engagement, concentration, travail acharné et dévouement",.
Fin 2022, le groupe Nestlé devient partenaire officiel du prix.

## Lauréats et  lauréates
| Année | Nom                                                                                             | Pays                                                                                            | Nom                                                 | Pays     |
| ----- | ----------------------------------------------------------------------------------------------- | ----------------------------------------------------------------------------------------------- | --------------------------------------------------- | -------- |
| 2005  | Meles Zenawi                                                                                    | Éthiopie                                                                                        |                                                     |          |
| 2006  | Celina Cossa                                                                                    | Mozambique                                                                                      | Fidelis Wainaina                                    | Kenya    |
| 2007  | Akinwumi Adesina                                                                                | Nigéria                                                                                         | Josephine Okot                                      | Ouganda  |
| 2008  | Florence M. Wambugu                                                                             | Kenya                                                                                           | Victor Mfinanga                                     | Tanzanie |
| 2009  | Peter Munga                                                                                     | Kenya                                                                                           | National Smallholder Farmers’ Association of Malawi | Malawi   |
| 2012  | Agnes Matilda Kalibata                                                                          | Rwanda                                                                                          | Eleni Z. Gabre-Madhin                               | Ethiopie |
| 2013  | Lindiwe Majele Sibanda                                                                          | Zimbabwe                                                                                        | Nnaemeka C. Ikegwuonu                               | Nigéria  |
| 2014  | Tekalign Mamo Assefa                                                                            | Ethiopie                                                                                        |                                                     |          |
| 2015  | Eric Kaduru                                                                                     | Ouganda                                                                                         | Ousmane Badiane                                     |          |
| 2016  | Kanayo F. Nwanze                                                                                | Kenya                                                                                           |                                                     |          |
| 2017  | Ruth Oniang’o                                                                                   | Kenya                                                                                           | Maïmouna Sidibe Coulibaly                           | Mali     |
| 2018  | International Institute of Tropical Agriculture                                                 | Nigéria                                                                                         |                                                     |          |
| 2019  | Emma Naluyima                                                                                   | Ouganda                                                                                         | Baba Dioum                                          | Sénégal  |
| 2020  | André Bationo                                                                                   | Burkina Faso                                                                                    | Catherine Nakalembe                                 | Uganda   |
| 2021  | ICRISAT (Institut International de Recherche sur les cultures des zones tropicales semi-arides) | ICRISAT (Institut International de Recherche sur les cultures des zones tropicales semi-arides) |                                                     |          |
| 2022  | Eric Yirenkyi Danquah (en)                                                                      | Ghana                                                                                           |                                                     |          |
| 2023  | Pan-Africa Bean Research Alliance (PABRA)                                                       |                                                                                                 |                                                     |          |